# Пам'ятник Казарському
Па́м'ятник капіта́н-лейтена́нтові О. І. Казарському — перший монумент в місті Севастополь, створений на честь героїчної перемоги брига «Меркурій» над двома турецькими лінійними кораблями. Кораблем-переможцем командував капітан-лейтенант Казарський Олександр Іванович (1797—1833).

## Бриг «Меркурій» — переможець
Бриг «Меркурій» був побудований 1820 року на верфі Севастопольського Адміралтейства майстром І. Я. Осмініним. Бріг належав до вітрильників нешвидкого руху, це двощоглове вітрильне судно XVIII—XIX ст. з прямими вітрилами на обох щоглах. Низка військових кораблів Османської імперії на той час мала більшу швидкість і потужніше озброєння. Під час російсько-турецької війни 1828—1829 років до Босфору в травні 1829 року відбув невеликий за складом загін з фрегата «Штандарт» та двох бригів — «Меркурій» і «Орфей».
Зустріч з турецькими військовими кораблями закінчилася переслідуванням вітрильників Російської імперії. Більш швидкісні «Штандарт» та «Орфей» відірвались від переслідувачів, а «Меркурій» відстав і був вимушений дати бій. Незвична баталія на морі тривала більше чотирьох годин. Незважаючи на перевагу в гарматах і вояках з боку османів — перемогу виборов тихий за рухом російський бриг, який вдало маневрував і пошкодив турецькі кораблі. Але постраждав і «Меркурій»: бриг отримав 22 значні пошкодження та 297 менш важких. Пошкодженому судну вдалося повернутися в порт.
За героїчний вчинок екіпажу надали право носити георгіївський кормовий прапор. Командир «Меркурія» О. І. Казарський (капітан-лейтенант на той час) отримав військове звання капітан II рангу та Орден святого Георгія 4-го степеню, його зарахували до царського ескорту флігель-ад'ютантом.

## Створення монумента

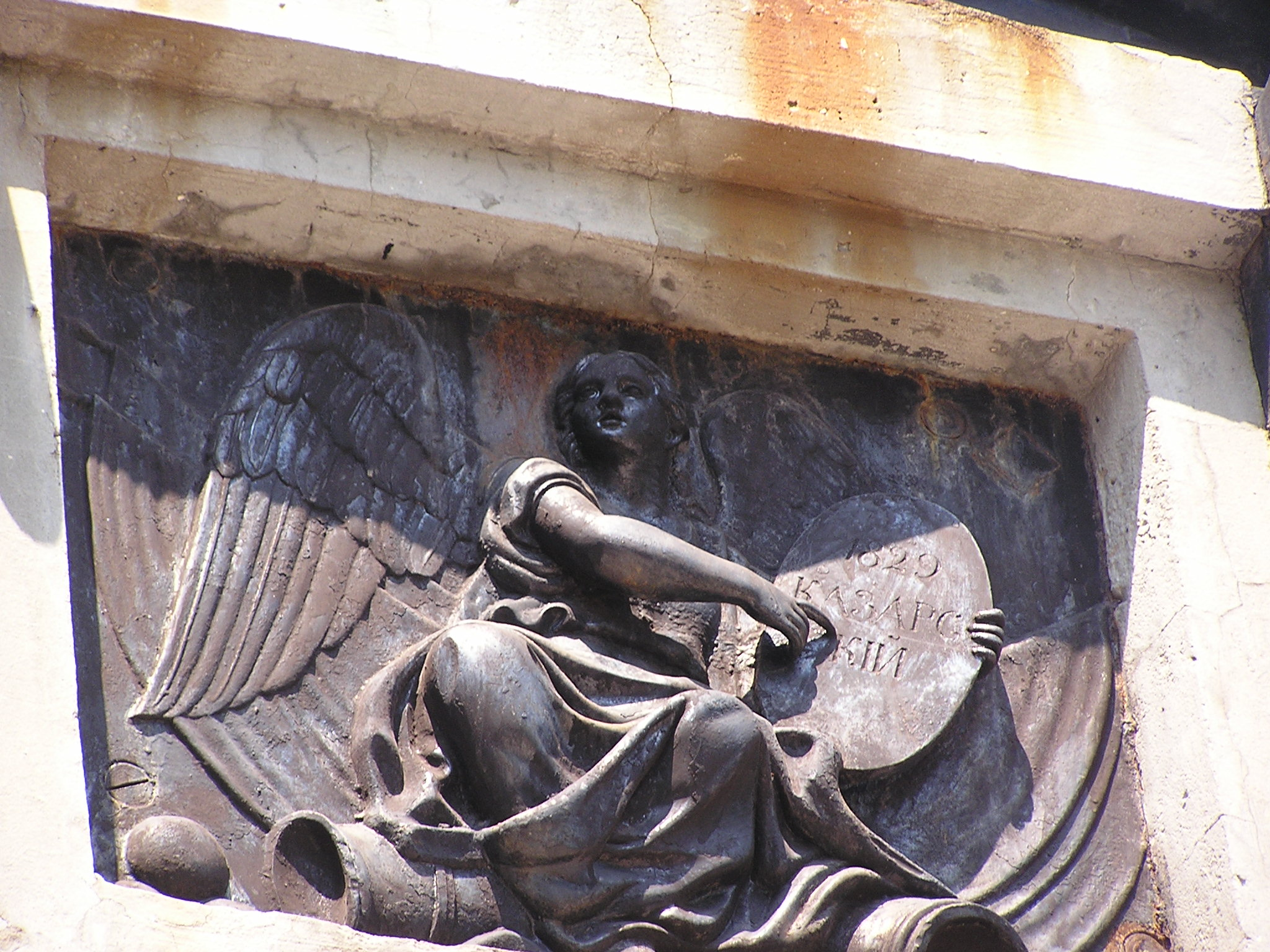
Ніка.

Казарський помер в місті Миколаїв 1833 року, але його не забули. Ініціатива увічнити героїчний вчинок капітана-лейтенанта на той час та екіпажу «Меркурія» належить командувачеві Чорноморською ескадрою адміралу Лазарєву Михайлу Петровичу. В Севастополі розпочали збір коштів на майбутній монумент. Ініціативу підтримали і військовики Балтійського флоту. Проект створив академік архітектури Брюллов Олександр Павлович (1798—1877). Незвичною рисою монумента була повна відмова автора від фігури переможця — Олександра Казарського. Замість неї — давньогрецький військовий човен трирема, як згадка про весь екіпаж брига «Меркурій».

## Композиційне вирішення

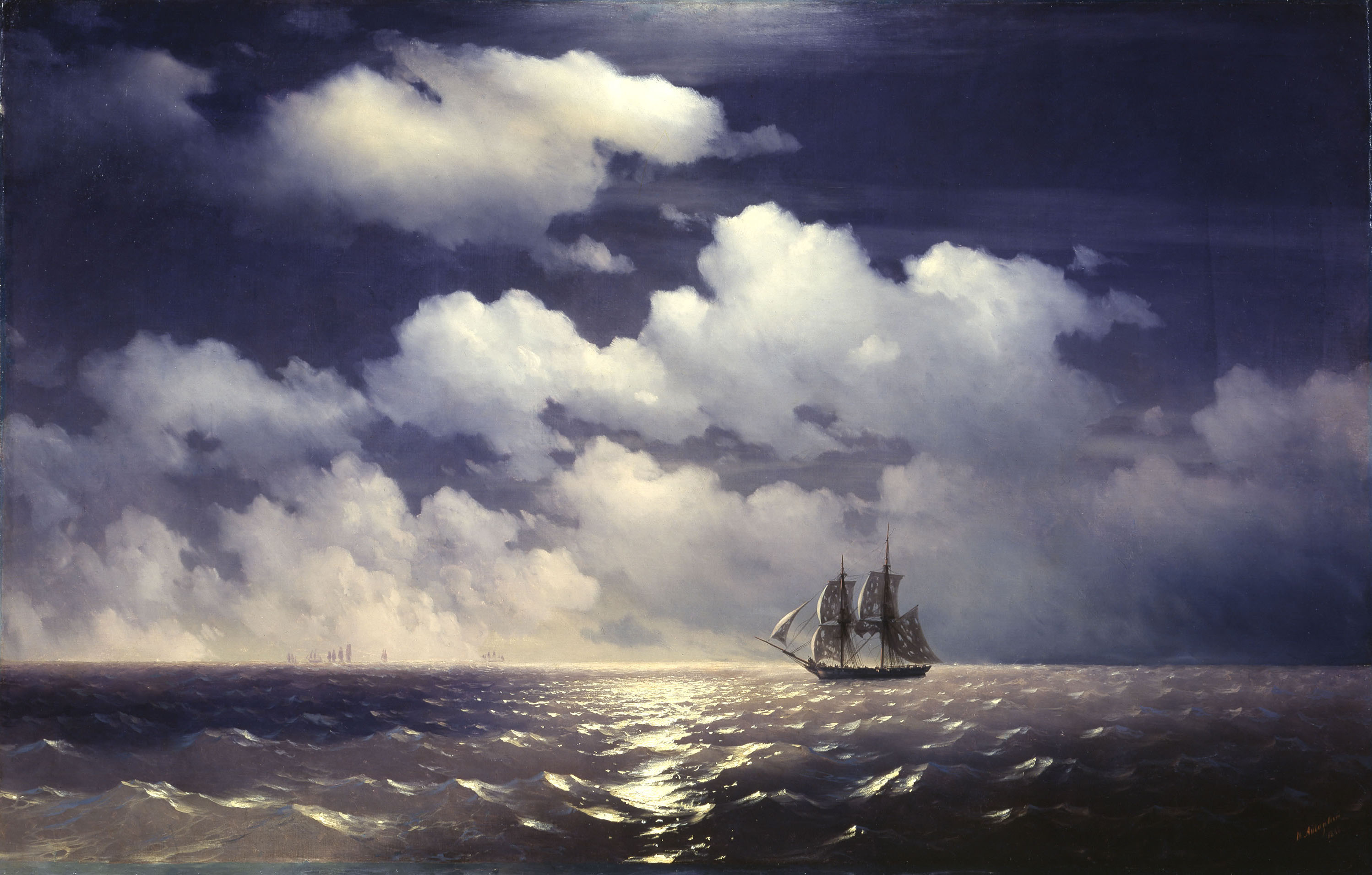
І. К. Айвазовський. Повернення брига «Меркурій» після перемоги над двома турецькими лінійними кораблями, 1848 рік. Російський музей.

Монумент у вигляді піраміди без гострої верхівки. Верхній майданчик вінчає прямокутний постамент з рельєфами Нептуна, Меркурія і Ніки, що сидить на гарматах і тримає в руках скрижаль з лаконічним написом «Казарський» і датою бою — 1829. Рельєфи, атрибути давньогрецьких богів і трирема створені з чавуну, з яким працював О. П. Брюллов і в інших монументах. Брюллов дотримувався стилістики пізнього класицизму, звідси лаконізм образу і написів. В перекладі напис сповіщає — «Казарському. Нащадкам як взірець.» Загальна висота споруди — 5,5 метри. Він став першим монументом міста Севастополь.
Повернення героїчного брига «Меркурій», пошкодженого, але не переможеного, увічнив в картині і російський художник Айвазовський Іван Костянтинович.

## Галерея

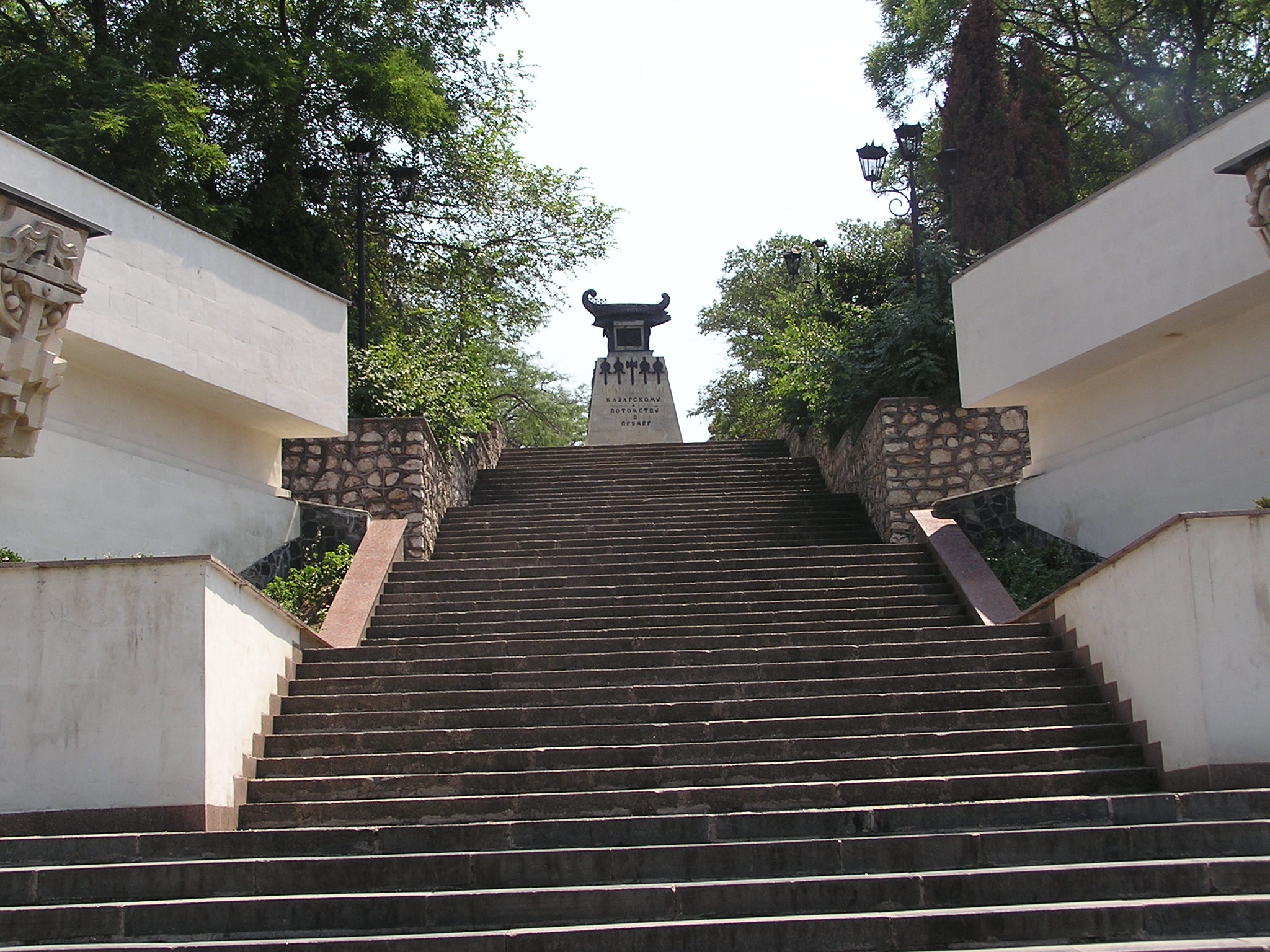
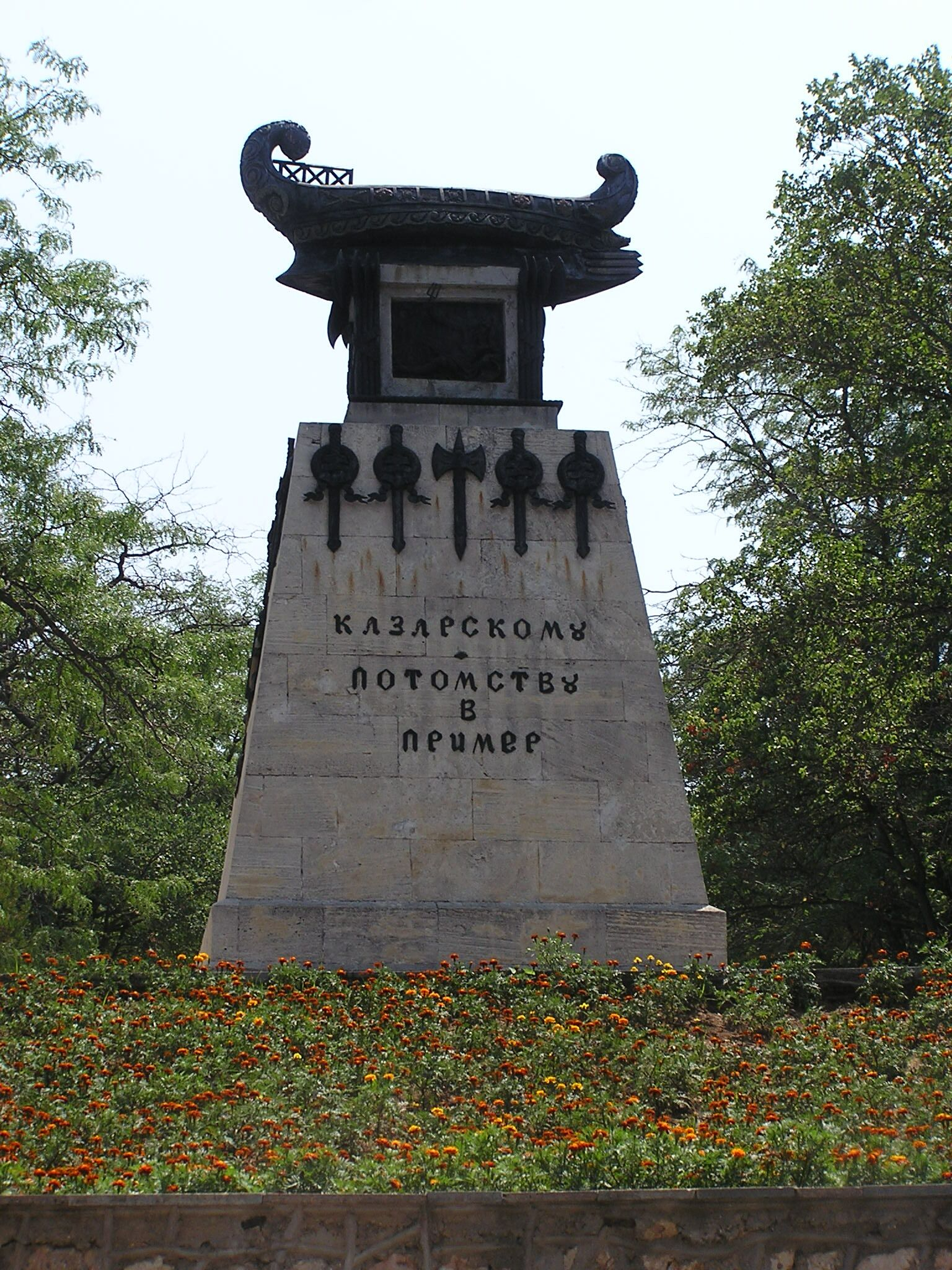
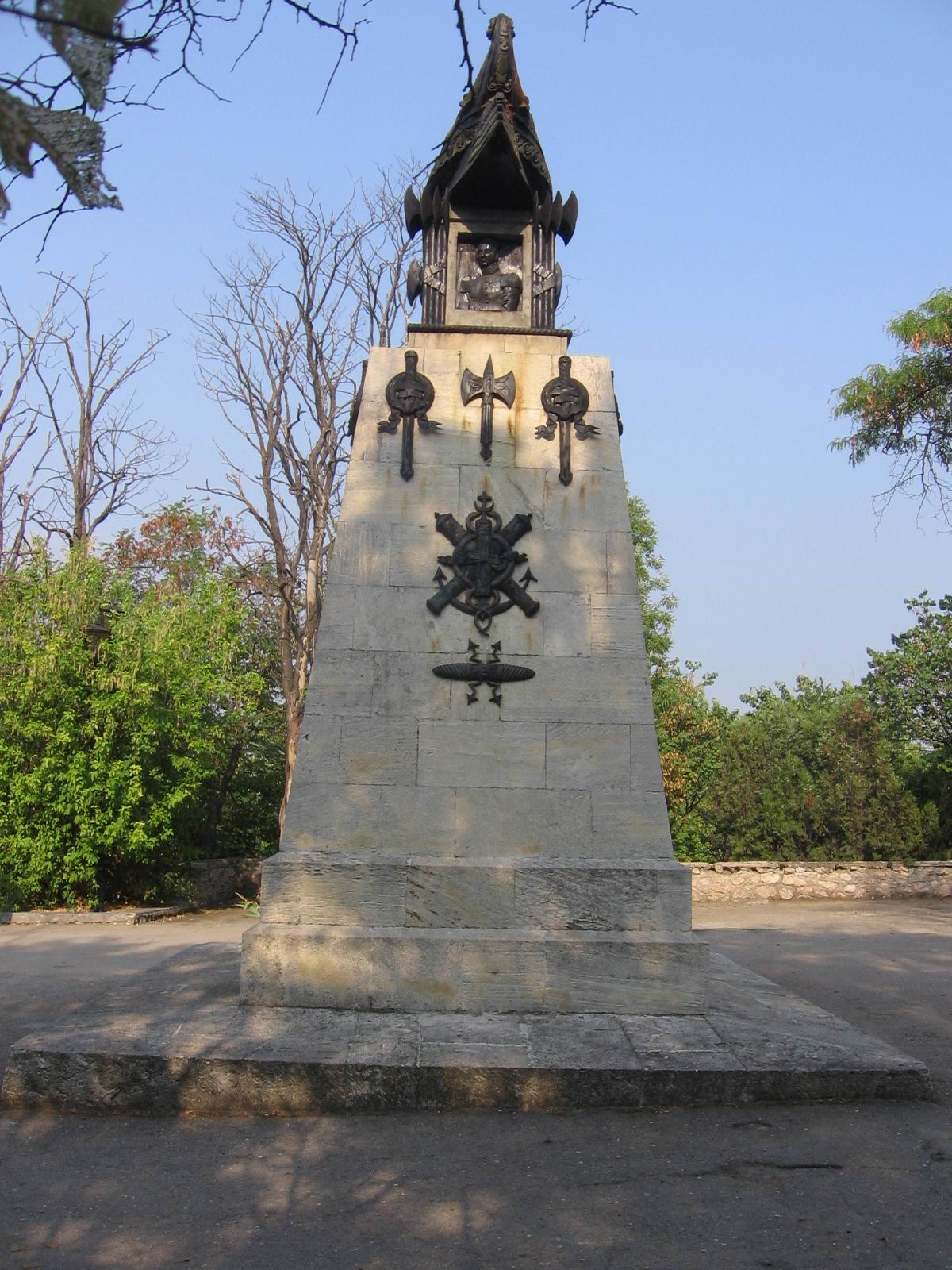
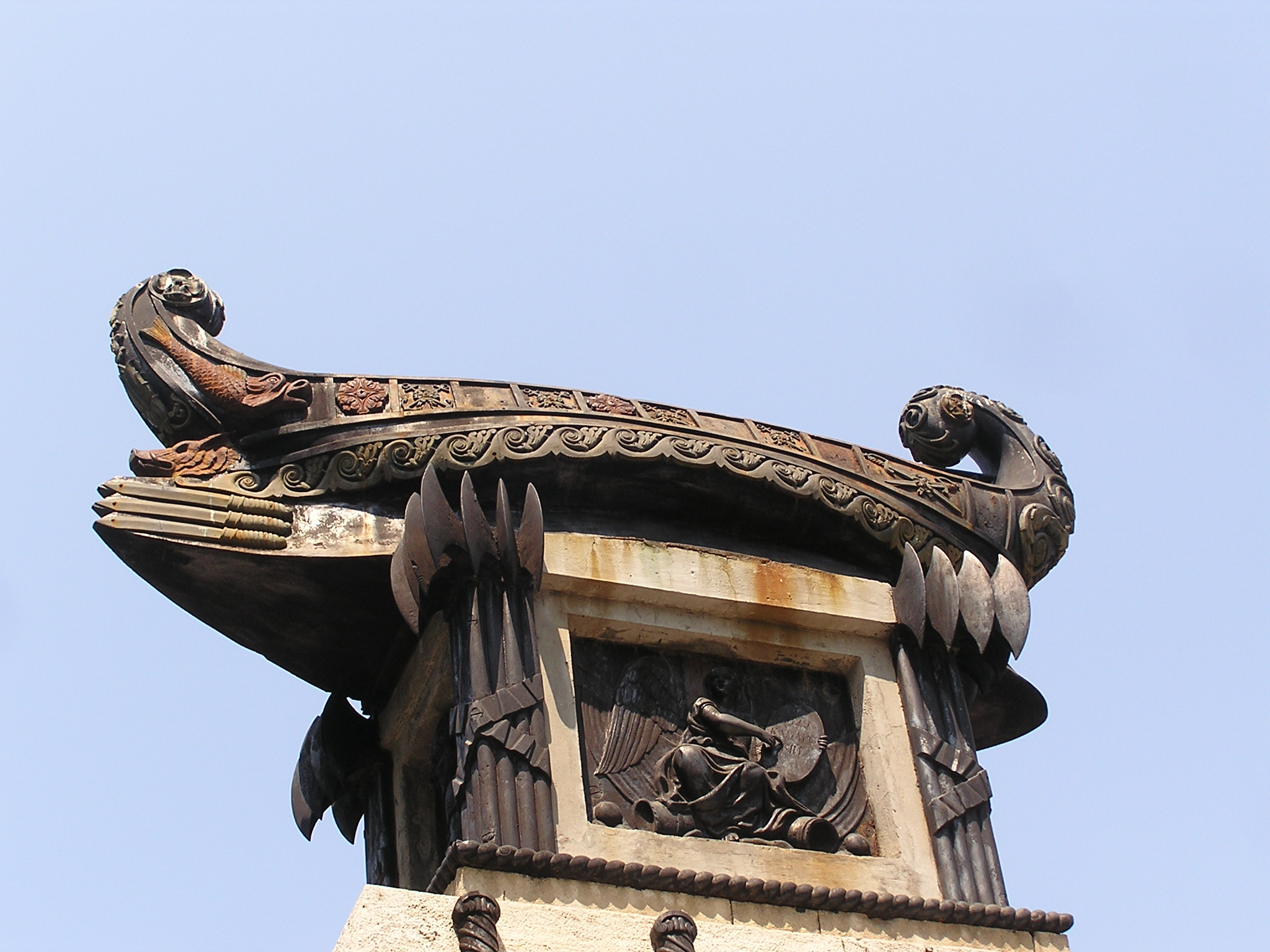